# La belleza de pensar
La belleza de pensar es un programa de la televisión chilena que nace el año 1995 en la señal de cable ARTV. Conducido por Cristián Warnken, el programa consiste en entrevistar a variadas figuras del mundo artístico y de las ciencias, ya sean chilenos o extranjeros.
Con una duración de una hora, la entrevista deja el formato de simples preguntas y respuestas, para pasar a ser una hora de conversación, donde cada uno (Cristian Warnken y el entrevistado) da a conocer sus puntos de vista sobre el tema en cuestión.
En el año 1999 el programa comienza a ser emitido por la señal Canal 13 Cable, lo cual será así hasta el año 2005, cuando por motivos internos de dicho canal, el programa es nuevamente trasladado y comienza a ser emitido por TVN bajo un nuevo nombre: Una belleza nueva. Pero manteniendo tanto el formato como el conductor.

## Formato
La belleza de pensar se caracteriza por intentar presentar un ambiente íntimo, donde la escenografía es simplemente un fondo negro, una mesa y dos sillas. Lo que se intenta priorizar es la conversación, las lecturas y las discusiones intelectuales que se generan entre ambos protagonistas. Todo esto ha contribuido a que se transforme en un programa de culto para muchos.